# جبجب (مسورة)

تعديل مصدري - تعديل

جبجب هي إحدى قرى عزلة بيحان الدولة بمديرية مسورة التابعة لمحافظة البيضاء، بلغ تعداد سكانها 46 نسمة حسب تعداد اليمن لعام 2004.